# 이원배
이원배(李元培, 1939년 ~ )는 부산고등법원장 등을 역임한 법조인이다. 본관은 연안이다.

## 생애
1939년 전라북도 전주에서 출생하였고 지난날 한때 전라남도 함평에서 잠시 유아기를 보낸 적이 있는 그는 그 후 배재고등학교와 서울대학교 법학과를 나왔으며 제11회 고등고시 사법과에 합격해 판사에 임용되었다.
1973년 4월 1일에 임명된 서울고등법원 판사, 1982년 9월 1일에 임명된 서울고등법원 부장판사, 대구고등법원에서 부장판사를 하다가 서울지방법원 동부지원장으로 재직하던 1991년 2월 1일에 광주지방법원장에 임명되었다. 이후 인천지방법원과 1993년 4월 22일에 임명된 서울민사지방법원에서 법원장을 역임했다.
후배들과 격의없이 어울리고 의견을 잘 받아들인다는 평가를 받은 이원배는 서울민사지방법원장으로 재직할 때인 1993년 5월 17일에 현직에 있는 최고참 법원장으로서 법원장 회의를 주재하였으며 대법원의 사법개혁안과 관련하여 "대법원장에게 인사에 관한 전권이 주어져 있어 남용의 소지가 있는 만큼 인사위원회 등을 통해 견제되어야 한다"며 직급제 등 인사제도의 개선 등에 대해 건의했다. 이로 인하여 논란이 있자 "건의서를 낸 법관들이 언론에 보안을 지키겠다고 누차 다짐하고도 이를 유출시켜 큰 파문을 일으켰다"고 말했다. 그럼에도 법원 소속의 소장 법관 40명이 "과거 권위주의 정권 아래에서 민주질서와 국민의 기본권을 보장해야 할 때 법원이 정치권력에 굴복해 침묵으로 일관하여 사법부의 존재 기반을 스스로 무너트렸다"며 "사법부를 꾸짖는 역사와 국민 앞에 참담한 심정으로 속죄한다"고 하면서 "자기반성의 자세로 개혁할 것"을 촉구했으며 대법원은 1993년 10월 9일에 법관 교류 개선 방안, 고등법원 판사와 재판연구관 순환보직 방안 등을 논의할 법원 인사위원회에 박영식 광주지방법원장, 서성제 대구고등법원장과 함께 이원배를 위원으로 추가 임명했다. 1993년 10월 15일에 부산고등법원장이 되었다.
1993년 고위 공직자 재산 공개에서 이원배는 본인 소유의 이리시 만석동 소재 밭, 대지, 안산시 와동 대지, 남양주군 임야, 서울 신림동 단독주택과 예금에다 배우자 예금, 장남의 예금을 합하여 총액 878,034(만원)을 신고했다.